# Ефименко, Василий Кузьмич
Василий Кузьмич Ефименко (1926—2002) — советский передовик производства в атомной промышленности, аппаратчик Ульбинского металлургического завода МСМ СССР. Герой Социалистического Труда (1971).

## Биография
Родился 28 декабря 1926 года в селе Заульбинка, Семипалатинской губернии. 
С 1943 года после окончания семи классов сельской школы призван в ряды Красной армии, участник Великой Отечественной войны. За участие в войне 5 ноября 1954 года был награждён медалью «За боевые заслуги».
С  1955 года после демобилизации из рядов Советской армии переехал в город Усть-Каменогорск Восточно-Казахстанской области Казахской ССР и начал работать аппаратчиком в первом цехе (бериллиевое производство) Ульбинского металлургического завода в системе Министерства среднего машиностроения СССР. Основной деятельностью завода было производство и переработка урановой, бериллиевой и танталовой продукции.
В. К. Ефименко в процессе своей новаторской деятельности, совершенствования технологических и рационализаторских решений, внедрения передовых методов работы, считался одним из лучших аппаратчиков завода по своему профилю, в числе творческой группы Ульбинского металлургического завода решал наиболее важные вопросы деятельности предприятия. Одним из таких решений было внедрение в производство новой печи непрерывной плавки и разливки шихты, для более качественной переработки руд. 
26 апреля 1971 года «закрытым» Указом Президиума Верховного Совета СССР «за большие заслуги в выполнении пятилетнего плана по выпуску специальной продукции, внедрению новой техники и передовой технологии» Василий Кузьмич Ефименко был удостоен звания Героя Социалистического Труда с вручением Ордена Ленина и золотой медали «Серп и Молот».
В 1983 году вышел на заслуженный отдых, жил в Усть-Каменогорске. В 2001 году В. К. Ефименко доверили запустить и начать первую плавку на новом участке получения гидроокиси бериллия из рудных концентратов на Ульбинском металлургическом заводе, это была дань уважения новой дирекции завода к профессионализму и авторитету В. К. Ефименко. 
Скончался 6 июля 2002 года. 

## Награды
- Медаль «Серп и Молот» (26.04.1971)
- Орден Ленина (26.04.1971)
- Медаль «За боевые заслуги» (05.11.1954)
- Медаль «За победу над Германией в Великой Отечественной войне 1941—1945 гг.»